# Ǎ
| کارُن (هفتک) |   |
| Ǎ           | ǎ |
| B̌           | b̌ |
| Č           | č |
| Ď           | ď |
| Ě           | ě |
| F̌           | f̌ |
| Ǧ           | ǧ |
| Ȟ           | ȟ |
| Ǐ           | ǐ |
| J̌           | ǰ |
| Ǩ           | ǩ |
| M̌           | m̌ |
| Ň           | ň |
| Š           | š |
| Ž           | ž |
| V̌           | v̌ |
| Ǔ           | ǔ |
| Q̌           | q̌ |
| P̌           | p̌ |
| Ǒ           | ǒ |
| Y̌           | y̌ |

Ǎ، ǎ نویسه‌ای است مرکب از حرف لاتین A که یک هفتک در بالای آن قرار دارد. زمینه‌ کاربرد این نویسه در نمایش آوای آ می‌باشد.
نخستین بار در سدهٔ پانزدهم میلادی، یان هوس با تدوین الفبای چک، این نماد را ساخت. برای مثال واژه آبی به صورت Ǎbi نوشته می‌شود.
هفتک از خیلی جهات نسبت به ماکرون برتری دارد. چون ممکن است اشتباهاً ماکرون بین دو حرف درج می‌شود. و یا ماکرون را بلندتر از حد معمول درج کرده و بر روی هردو حرف بنویسند. بنابراین معلوم نیست نشانگر ماکرون، متعلق به کدامیک از حروف می‌باشد. اما از برتری‌های هفتک نسبت به بقیهٔ نشانگرها می‌توان به این اشاره کرد که چون هفتک همانند یک فِلِش در جهت پایین بنظر می‌رسد، دقیقاً به حرف زیر خود اشاره می‌کند. بنابراین در دبیره‌هایی که از نشانگر کارُن (هفتک) برای حروفشان استفاده می‌کنند، اشتباهاتی از این دست رخ نمی‌دهد.